# Marie Söderström-Lundberg
Marie Söderström-Lundberg (geb. Söderström; * 21. Oktober 1960) ist eine ehemalige schwedische Langstreckenläuferin, die ihre größten Erfolge im Marathon hatte.
1998 wurde sie Dritte beim Stockholm-Marathon. 1999 gewann sie den Sevilla- sowie den Stockholm-Marathon, belegte beim Marathon der Leichtathletik-Weltmeisterschaften in Sevilla den 18. Platz und wurde Zweite beim Frankfurt-Marathon.
Im Jahr darauf wurde sie Zehnte beim Nagoya-Marathon, verteidigte ihren Titel in Stockholm und wurde Neunte beim Chicago-Marathon.
2001 wurde sie Zweite in Stockholm und kam bei den Weltmeisterschaften in Edmonton auf den 24. Platz. Einem weiteren zweiten Platz in Stockholm 2002 folgte ein siebter Platz bei den Leichtathletik-Europameisterschaften in München und Rang 40 bei den Halbmarathon-Weltmeisterschaften in Brüssel.
2003 feierte sie ihren dritten Sieg in Stockholm und kam bei den Weltmeisterschaften in Paris/Saint-Denis auf den 26. Platz.
Neben vier Marathon-Titeln, die sie durch ihre Ergebnisse beim Stockholm-Marathon 1999–2001 und 2003 errang, wurde sie zweimal Schwedische Meisterin über 5000 m (1999, 2000), viermal über 10.000 m (1998–2001), fünfmal im Halbmarathon (1998–2000, 2002, 2003) sowie im Crosslauf einmal auf der Kurzstrecke (1999) und viermal auf der Langstrecke (1999, 2001–2003).

## Persönliche Bestzeiten
- 5000 m: 16:10,29 min, 26. Juli 1998, Stockholm
- 10.000 m: 33:25,60 min, 28. August 1998, Helsinki
- Halbmarathon: 1:12:16 h, 12. Mai 2001, Göteborg
- Marathon: 2:31:28 h, 9. Juni 2001, Stockholm